# Земля Норденшельда
Земля́ Но́рденше́льда (норв. Nordenskiöld Land) — часть территории острова Западный Шпицберген (архипелаг Шпицберген, Норвегия).
Земля Норденшельда представляет собой полуостров, расположенный в западной части острова, между Ис-фьордом и Ван-Мейен-фьордом. Названа в честь финского учёного и исследователя Арктики Адольфа Эрика Норденшельда (1832—1901).

## Ледники
Анализ данных радиолокационного зондирования 16 ледников в Земле Норденшельда на Шпицбергене показал, что 5 из них относятся к холодному типу, а 12 - к политермальному типу.